# Sama vritti

Diagrama de la respiración en el yoga.

Sama vritti (sánscrito, "flujo idéntico"), también llamada respiración cuadrada o del cuadrilátero, es una técnica de respiración o pranayama proveniente del yoga. Consiste en igualar los cuatro tiempos de inhalación (puraka), retención en lleno (antara kumbhaka), exhalación (rechaka) y retención en vacío (bahya kumbhaka) antes de volver a inhalar.
Visama vritti es la versión opuesta de sama vritti, respirar con diferente duración en los cuatro tiempos.

## Técnica
Sama vritti se basa en controlar la respiración humana natural (sahaja vritti). Se considera a menudo una técnica de principiante, pero su ejecución puede resultar engañosamente difícil debido a la sensación de ahogo que producen los tiempos de no inhalación. Su calidad depende de la forma física y capacidad pulmonar de cada persona, aunque la habilidad que requiere para economizar la respiración y tolerar la retención mejora a través de la práctica. A veces es más realista comenzar por la respiración desigual o visama vritti, con tiempos menores de retención, e ir igualando los cuatro con el tiempo.
Para realizar sama vritti, el yogui debe estar sentado o tendido con comodidad, a poder ser con la espalda recta y los ojos cerrados. Entonces, focalizando la atención en la respiración, inhala contando mentalmente hasta un número elegido (por ejemplo, hasta tres), retiene volviendo a contar el mismo número, exhala de nuevo con esta duración, y retiene por último durante el mismo lapso antes de volver a inhalar.